# Daisy Edgar-Jones
Daisy Jessica Edgar-Jones (London, 1998. május 24. –) brit színésznő.
Elsőként a Cold Feet (2016–2020) és a War of the Worlds (2019–2021) sorozatokban tűnt fel. A 2020-as Normális emberek című minisorozattal szerzett szakmai elismerést. Alakítását Televíziós BAFTA- és Golden Globe-jelölésekkel honorálták. 2022-ben a Friss és az Ahol a folyami rákok énekelnek című filmek főszereplője volt. Szintén 2022-ben szerepelt az Under the Banner of Heaven minisorozatban, amellyel egy második Golden Globe-jelölést is kapott.

## Filmográfia

### Film
| Év   | Magyar cím                     | Eredeti cím             | Szerep                | Magyar hang |
| ---- | ------------------------------ | ----------------------- | --------------------- | ----------- |
| 2018 |                                | Pond Life               | Cassie                |             |
| 2022 | Friss                          | Fresh                   | Noa                   |             |
| 2022 | Ahol a folyami rákok énekelnek | Where the Crawdads Sing | Catherine "Kya" Clark | Nagy Katica |
| 2024 | Twisters – Végzetes vihar      | Twisters                | Kate Cooper           | Nagy Katica |

### Televízió
| Év        | Magyar cím       | Eredeti cím                | Szerep                 | Megjegyzések           |
| --------- | ---------------- | -------------------------- | ---------------------- | ---------------------- |
| 2016–2020 |                  | Cold Feet                  | Olivia Marsden         | 27 epizód              |
| 2016      |                  | Outnumbered                | Kate                   | 1 epizód               |
| 2017      | A néma szemtanú  | Silent Witness             | Jessica Thompson       | 2 epizód               |
| 2019      | Gentleman Jack   | Gentleman Jack             | Delia Rawson           | 2 epizód               |
| 2019–2022 |                  | War of the Worlds          | Emily Gresham          | főszereplő (17 epizód) |
| 2020      | Normális emberek | Normal People              | Marianne Sheridan      | főszereplő (12 epizód) |
| 2022      |                  | Under the Banner of Heaven | Brenda Wright Lafferty | főszereplő (7 epizód)  |

## Fontosabb díjak és jelölések
| Év   | Díj                        | Kategória            | Jelölt mű                                                 | Eredmény | Ref.  |
| ---- | -------------------------- | -------------------- | --------------------------------------------------------- | -------- | ----- |
| 2021 | Normális emberek           | Televíziós BAFTA-díj | legjobb női főszereplő                                    | Jelölve  | [ 3 ] |
| 2021 | Normális emberek           | Golden Globe-díj     | legjobb női főszereplő (minisorozat/tévéfilm)             | Jelölve  | [ 4 ] |
| 2022 | Under the Banner of Heaven | Golden Globe-díj     | legjobb női mellékszereplő (sorozat/minisorozat/tévéfilm) | Jelölve  | [ 4 ] |

## Fordítás
- Ez a szócikk részben vagy egészben  a   Daisy Edgar-Jones című angol Wikipédia-szócikk ezen változatának fordításán alapul.  Az eredeti cikk szerkesztőit annak laptörténete sorolja fel. Ez a jelzés csupán a megfogalmazás eredetét és a szerzői jogokat jelzi, nem szolgál a cikkben szereplő információk forrásmegjelöléseként.